# Cosmoderus
Cosmoderus is een geslacht van rechtvleugeligen uit de familie sabelsprinkhanen (Tettigoniidae). De wetenschappelijke naam van dit geslacht is voor het eerst geldig gepubliceerd in 1868 door Lucas.

## Soorten
Het geslacht Cosmoderus omvat de volgende soorten:
- Cosmoderus erinaceus Fairmaire, 1858
- Cosmoderus femoralis Sjöstedt, 1902
- Cosmoderus maculatus Kirby, 1896